# Portale Las Casas

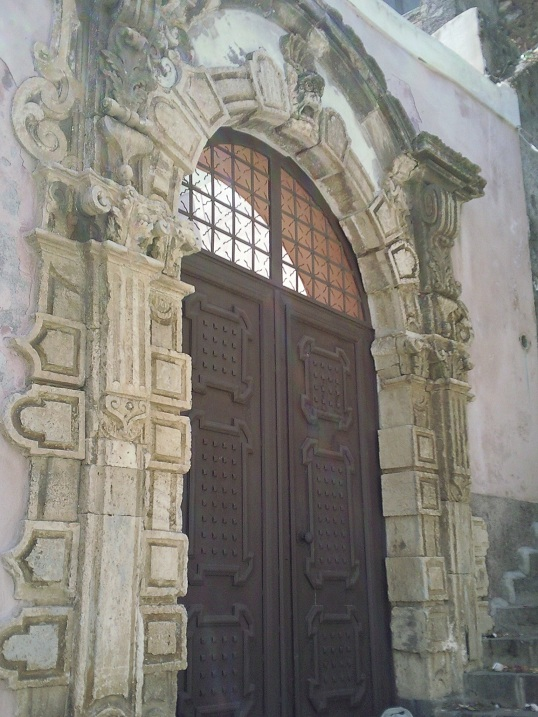
Ingresso dell'antico Palazzo Las Casas, dalle particolari caratteristiche che rimandano all'arte plateresca spagnola

Il Portale Las Casas è il portale di un antico palazzo nobiliare (oggi ingresso laterale del palazzo Tirenna-Cirino, proprietari del palazzo e del portale) - non più esistente - sito in Paternò, in provincia di Catania.

## Storia e descrizione
Il portale rappresenta ciò che è rimasto dell'antico Palazzo Las Casas, costruito verso la fine del Cinquecento, che fu di proprietà dei baroni Las Casas (o Lascasas), illustre famiglia nobile paternese di origini spagnole, che ebbe tra i suoi membri più noti Barbaro Las Casas, sindaco del comune etneo dal 1846 al 1848, e dal 1849 al 1855. Abbandonato dai dimoranti, il palazzo andò in rovina nel corso dei decenni, e si conservò solo parte della facciata.
Avente forma ellittica e realizzato con pietra calcarea, il suo stile architettonico è riconducibile al plateresco spagnolo, in quanto presenta numerosi elementi decorativi con spunti tratti dal mondo vegetale e dal mondo marino. Al vertice dell'arco, il portale presenta un particolare mascherone che rappresenta una strana figura.
È ubicato nel centro storico di Paternò, nei pressi del « quartiere Falconieri ».